# Chaussin (Adelsgeschlecht)
Chaussin war eine Familie des burgundischen Adels.

## Geschichte
Der Familienname trat erstmals Ende des 13. Jahrhunderts auf und die Familie befand sich damals schon im Besitz der Herrschaft Longwy. Weitere Herrschaften kamen vor allem durch Heirat hinzu (Pagny, Mirebeau), aber ein entscheidender Durchbruch erfolgte nicht. Erst in den letzten beiden Generationen gelangte die Familie durch zwei Ehen mit Angehörigen der königlichen Familie zu überregionaler Bedeutung:
- Jean V. de Longwy, † 1520/21, Seigneur de Givry, Baron de Pagny et Mirebeau, heiratete Jeanne d’Angoulême, uneheliche Tochter von Charles d’Orléans, Graf von Angoulême (Haus Valois-Angoulême), und Antoinette Jeanne de Polignac
- Jacqueline de Longwy, deren Tochter, heiratete im August 1538 Louis III. de Bourbon, duc de Montpensier, † 1582. Beide sind die Großeltern von Wilhelm von Oranien

## Stammliste (Auszug)
1. Jean (Mathieu) de Chaussin, 1257/80 bezeugt, Seigneur de Longwy, ⚭ Guillemette Besort, Dame de Chazeuil, de Bussy-le-Grand et de Lucenay-l’Évêque
  1. Jean I. de Longwy, Seigneur de Rahon et de Chazeuil 1280
    1. Mathieu I. de Longwy, † 1296, Seigneur de Rahon, ⚭ Alix de Vienne, Tochter von Hugues de Vienne, Seigneur de Pagny, und Marguerite de Ruffey, Dame de Montdoré
      1. Henri de Longwy, † 1396, Seigneur de Rahon, ⚭ Philiberte de Montagu, Tochter von Philibert de Montagu, Seigneur de Couches (Älteres Haus Burgund), und Marie de Frolois, ⚭ II Jeanne de Faucogney, Dame de Faucogney, † vor 1373, Tochter von Henri, Vizegraf von Vesoul (Haus Faucogney)
      2. (I) Jean II. de Longwy, † 1382, Seigneur de Rahon et de Beaumont-sur-Serein, ⚭ Henriette de Vergy, Dame de Fontaine-Française, † 1427, Tochter von Guillaume III. de Vergy, Seigneur de Mirebeau (Haus Vergy), und Jeanne de Montfaucon
        1. Mathieu II. de Longwy, † vor 1420, Seigneur de Rahon, ⚭ Bonne de La Trémoille, Dame de Givry, † 1434, Tochter von Guillaume de La Trémoille, Seigneur d’Antigny und Marschall von Burgund (Haus La Trémoille), und Marie de Mello, Dame d’Husson
          1. Jean III. de Longwy, † 1463, Seigneur de Givry, ⚭ 4. November 1436 Jeanne de Vienne, Dame de Pagny, † 1472, Tochter von Jean de Vienne, Seigneur de Neublans und Henriette de Grandson
            1. Jean de Longwy, † 1510, Seigneur de Pagny, ⚭ Philiberte de Bauffremont, † 1481, Tochter von Pierre de Bauffremont, Comte de Charny (Haus Bauffremont), und Marie de Bourgogne
            2. Philippe de Longwy, † 1493, Seigneur de Pagny, de Givry et Longepierre, ⚭ Jeanne de Bauffremont, Dame de Mirebeau, de la Borde, de Ruigny et de Sérigny, † 1508, Tochter von Pierre de Bauffremont, Comte de Charny (Haus Bauffremont), und Marie (batarde) de Bourgogne
              1. Charlotte de Longwy, † 1522, ⚭ Charles de Bauffremont, Seigneur de Sombernon, † 1514 (Haus Bauffremont)
              2. Christophe de Longwy, † 1528, Seigneur de Longepierre, de Rahon, de Binan, ⚭ Anne de Neufchâtel, † 1530, Tochter von Ferdinand de Neufchâtel und Claude de Vergy
                1. Antoinette de Longwy, † 1544; ⚭ Joachim de Rye, Seigneur de Rye, † 1560
                2. Antoine de Longwy, † vor 1530, Erbe von Neufchâtel
                3. Jeanne de Longwy, † wohl 1558, ⚭ Marc de Rye, Seigneur de Dicey, † 1567
                4. Louise de Longwy, † 1598, ⚭ Gérard de Rye, Seigneur de Balançon, † 1564 – die Eltern von Ferdinand de Rye, Erzbischof von Besançon

              3. Jean V. de Longwy, † 1520/21, Seigneur de Givry, Baron de Pagny et Mirebeau, ⚭ Jeanne d’Angoulême, 1522 Comtesse de Bar-sur-Seine, uneheliche Tochter von Charles d’Orléans, Graf von Angoulême (Haus Valois-Angoulême), und Antoinette Jeanne de Polignac
                1. Jacqueline de Longwy, † 1561, Comtesse de Bar-sur-Seine, ⚭ 1538 Louis III. de Bourbon, duc de Montpensier, † 1582 (Bourbonen) – die Großeltern von Wilhelm von Oranien
                2. Françoise de Longwy, † nach 1561, ⚭ I 1526 Philippe Chabot, Comte de Charny, † 1543, Admiral von Frankreich, ⚭ II 1544/45 Jacques de Perusse, Seigneur d’Escars
                  1. (II) Anne d’Escars, † 1612, 1585 Bischof von Lisieux, 1596 Kardinal (le Cardinal de Givry), 1608 Bischof von Metz

                3. Claude-Louise de Longwy, Äbtissin von Jouarre

              4. Jeanne (Catherine) de Longwy, ⚭ Guy de Scépeaux, Seigneur de Scépeaux, † nach 1505
              5. Claude de Longwy, † 1561, 1507 Apostolischer Protonotar, 1488/1510 Bischof von Mâcon, 1510/28 Bischof von Langres, Pair von Frankreich, Kardinal (le Cardinal de Givry), 1534/51 Bischof von Poitiers
              6. Antoine de Longwy, † 1519/20, Seigneur de Rahon, Vormund von Philibert de Chalon, Fürst von Orange
              7. Étienne de Longwy, † nach 1520, Seigneur de Choye

            3. Jeanne de Longwy, † nach 1510, ⚭ Guy de La Baume, 4. Comte de Montrevel-en-Bresse, † 1516 (La Baume-Montrevel)